# 280-мм самоходная мортира Шнедера-Сен-Шамона
280-мм самоходная мортира Шнейдера-Сен-Шамона — французская самоходная мортира. Разработана в конце Первой мировой войне, однако производство её пришлось уже на первые послевоенные годы. Названа по фирме производителю самой мортиры (Шнейдер) и производителю самоходного гусеничного лафета (Сен-Шамон).

## История
Перед Первой мировой войной доктрина французской армии была ориентирована на войну быстрого манёвра. Хотя большинство подразделений имели тяжелую полевую артиллерию до начала Первой мировой войны, ни у кого не было достаточного количества тяжелых орудий на вооружении, и как только Западный фронт застопорился и началась траншейная война, легкие полевые орудия, которыми воевали подразделения, начали показывать свою ограниченность перед лицом врага, который теперь окопался на подготовленных позициях. Непрямой огонь, перехват и артиллерийский огонь подчеркивали важность дальнобойной тяжелой артиллерии. Поскольку самолёты того периода ещё не были способны нести бомбы большого диаметра, бремя доставки тяжелой огневой мощи легло на артиллерию. Двумя источниками тяжелой артиллерии, пригодной для использования в полевых условиях, были тяжелые орудия береговой обороны и морские орудия.
Однако перед артиллерийскими конструкторами того времени стоял вопрос: в то время как крупнокалиберные морские орудия были обычным явлением, крупнокалиберное сухопутное оружие не было связано с их весом, сложностью и отсутствием мобильности. Крупнокалиберные полевые орудия часто требовали обширной подготовки площадки, потому что орудия должны были быть разбиты на несколько частей, достаточно легких, чтобы их можно было буксировать конной упряжкой или несколькими механическими транспортами того времени, а затем снова собрать перед использованием. Железнодорожный транспорт оказался одним из наиболее практичных решений, поскольку были решены проблемы большого веса, отсутствия мобильности и сокращения времени установки, но железнодорожные орудия могли идти только там, где были проложены рельсы, и не могли идти в ногу с армией на марше или пересекать грязь ничейной земли.
Другим решением было создание самоходной тяжелой артиллерии на базе шасси гусеничных сельскохозяйственных тракторов, таких как трактор Холта, ранний артиллерийский трактор, используемый армиями Антанаты для буксировки тяжелой артиллерии. Одним из первых экспериментов был британский Mark I, который соединил шасси танка Mark I с 60-фунтовой пушкой BL, но это не было настоящей самоходкой, так как пушка была демонтирована для использования.

## Конструкция
Конструкция представляла собой 280-мм мортиру Шнейдер модели 1914 года установленную на самоходный гусеничный лафет производства фирмы Сен-Шамон. Сама мортира была разработана в России на Путиловских заводах ещё в 1909 году и принята на вооружение Русской армии в 1912 году. В 1915 году орудием заинтересовались союзники по Первой мировой войне — французы. Производство во Франции началось на заводах компании Шнейдер. Однако как и любое буксировочное орудие того времени, особенно такое большое и тяжелое, она имела свои значительные недостатки. Во-первых это проблема доставки орудия. Всякий раз его приходилось разбирать перевозить по частям, а затем вновь собирать. К тому же была необходимость производить значительные земляные работы для расчистки площадки для установки такой сверхтяжелой артиллерийской системы.
Всё это побудило французского военного инженера, полковника Эмиля Римайо в 1918 году разработать проект самоходной артиллерийской системы состоящий из данной мортиры, установленной на гусеничный лафет. В движение лафет должны были приводить два электродвигателя питавшиеся через силовые кабели от аналогичного гусеничного лафета но уже без мортиры, оснащенного генератором и бензиновым двигателем Panhard мощностью в 120 л. с. Такая бензо-электрическая система для того времени была весьма смелым решением. Кроме того лафет с бензиновым двигателем был ещё перевозчиком боеприпасов для мортиры и её артиллерийского расчёта. Оба электродвигателя вращали каждый из двух гусеничных движителей и могли работать независимо друг от друга, таким образом лафет с мортирой можно было разворачивать.

## Применение
Разработка самоходной мортиры пришлась на конец Первой мировой войны, поэтому в боевых действиях такие артиллерийские системы принять участия не успели. Военное ведомство Франции заказало 2 марта 1918 года постройку лишь 25 единиц такой техники и приняло их на вооружение в 1919 году. Все они были переданы в резерв, однако испытания показали, что данная система чрезвычайно тяжела имеет очень низкую скорость передвижения.
С началом Второй мировой войны и Французской кампании данные самоходные мортиры были выведены из резерва и переведены в войска, однако быстрый ход кампании и наступление противника заставляли экипажи бросать эту технику. Немцы взяли их на вооружение и дали обозначение Mörser 602(f) auf Selbstfahrlafette, однако низкие технические качества не позволили их использовать. До нашего времени сохранилась одна такая мортира, которая экспонируется в военном музее в немецком городе Дрезден.